# انگل ان‌ئی-آلفا
انگل نمسیس-آلفا (به انگلیسی: NEMESIS - α) که اسم رمز ان‌ای-آلفا (به انگلیسی: NE - α) شناخته می‌شود، ارگانیسم انگلی خیالی در سری بازی‌های رزیدنت ایول است. انگل ان‌ای آلفا، یک ارگانیسم انگلی مصنوعی و آزمایشگاهی از شعبه اروپایی شرکت آمبرلا است که به منظور افزایش ضریب هوشی و قدرت تخریب مخلوقات ساخته شده توسط شرکت آمبرلا ساخته شده بود.
سازگاری این ارگانیسم انگلی، پس از ورود به سیستم حیاتی موجود زنده، در مغز موجود انجام و در حقیقت در مغز موجود مستقر می‌گردد. هدف اصلی از ساخت انگل ان‌ای-آلفا، به منظور ساخت تایرنت نمسیس بود. به این ترتیب که با تزریق انگل به چند تایرانت T - ۱۰۳ و پس از پایان فرایند سازش انگل با بدن تایرانت، این موجود به گونه‌ای تمایز یافته به نام نمسیس جهش یافت. افزایش ضریب هوشی و قدرت تخریب موجود جدید، حاصل سازش کامل انگل با تایرانت T - ۱۰۳ و دراختیار گرفتن کنترل کامل مغز موجود توسط انگل بود.